# Thomas-Zwergmaus
Die Thomas-Zwergmaus (Mus sorella) ist ein in Zentralafrika verbreitetes Nagetier in der Gattung der Mäuse. Die Art ist ein Vertreter der Untergattung Nannomys. Das Typusexemplar stammt vom Mount Elgon.

## Merkmale
Diese kleine Maus ist ohne Schwanz 51 bis 73 mm lang, die Schwanzlänge beträgt 34 bis 46 mm, die Hinterfüße sind 12 bis 14 mm lang und die Ohren erreichen 10 bis 12 mm Länge. Gewichtsangaben liegen nicht vor. Das dunkle, graubraune Fell der Oberseite besteht aus weichen Haaren und es kommt eine deutliche Grenze zur weißen Unterseite vor. Die weiße Färbung reicht bis zu den Lippen und zum unteren Teil der Wangen. Hinter den dunkelbraunen Ohren ist je ein heller Fleck vorhanden. Die acht Zitzen der Weibchen sind paarig angeordnet. Wie bei nahe verwandten Mäusen sind die Schneidezähne nach vorn geneigt.

## Verbreitung und Lebensweise
Die Thomas-Zwergmaus hat mehrere disjunkte Populationen in der nordöstlichen sowie südöstlichen Demokratischen Republik Kongo, in Uganda, in Ruanda, in Kenia und im nördlichen Tansania. Sie lebt im Flachland und in Gebirgen bis 1850 Meter Höhe. Die Exemplare halten sich auf Lichtungen in Wäldern und in Savannen auf.
Die Art bevorzugt hohes Gras. Sie ist nachtaktiv und lebt auf dem Boden. Im Magen wurden Reste von Pflanzensamen und winzige verbrannte Pflanzenteile gefunden. Diese Maus wird unter anderem von Eulen gejagt.

## Gefährdung
Die IUCN stuft die Thomas-Zwergmaus aufgrund fehlender Bedrohungen und einer stabilen Gesamtpopulation als nicht gefährdet (least concern) ein. Sie kommt im Akagera-Nationalpark vor.